# Suspendierung der EU-Mitgliedschaft
Die Suspendierung der EU-Mitgliedschaft ist ein Verfahren der Europäischen Union (EU), mit dem eine Verletzung der Grundwerte der Europäischen Union nach Art. 2 EU-Vertrag durch einen Mitgliedstaat sanktioniert werden kann. Grundlage dafür ist Art. 7 EU-Vertrag. Diese Bestimmung wurde ursprünglich durch den Vertrag von Amsterdam eingefügt.

## Voraussetzungen
Eine Suspendierung der EU-Mitgliedschaft eines Staats ist nach Art. 7 EU-Vertrag möglich, wenn ein Mitgliedstaat in schwerwiegender Weise die Grundwerte der Europäischen Union nach Art. 2 EU-Vertrag verletzt, also die Achtung der Menschenwürde, die Freiheit, die Demokratie, die Gleichheit, die Rechtsstaatlichkeit sowie die Achtung der Menschenrechte und die Rechte der Personen, die Minderheiten angehören.

## Verfahren

### Feststellung der Gefahr einer Verletzung
In einer ersten Stufe stellt der Rat die bloße Gefahr einer schwerwiegenden Verletzung der Grundwerte nach Art. 2 EU-Vertrag fest. Er handelt hierbei auf Vorschlag eines Drittels der Mitgliedstaaten, auf Vorschlag des Europäischen Parlaments oder der Kommission. Die Zustimmung des Parlaments ist erforderlich, und zwar mit der Mehrheit der Mitglieder und 2/3 der abgegebenen Stimmen. Der betroffene Mitgliedstaat wird angehört. Der Rat beschließt mit 4/5-Mehrheit.
Nach der Feststellung richtet der Rat entsprechende Empfehlungen an den Mitgliedstaat und prüft regelmäßig, ob die Voraussetzungen für die Feststellung noch vorliegen.

### Feststellung einer Verletzung
Die endgültige Feststellung einer schwerwiegenden und anhaltenden Verletzung der Grundwerte nach Art. 2 EU-Vertrag kann ebenfalls von einem Drittel der Mitgliedstaaten oder der Kommission, nicht aber vom Parlament beantragt werden; dieses muss der Feststellung aber zustimmen. Der Mitgliedstaat wird angehört.
Die Feststellung obliegt in diesem Fall dem Europäischen Rat, der hierbei einstimmig zu beschließen hat.

### Sanktionen
Nach Feststellung der schwerwiegenden und anhaltenden Verletzung der Grundwerte nach Art. 2 EU-Vertrag durch einen Mitgliedstaat kann der Rat mit qualifizierter Mehrheit beschließen, bestimmte Rechte des Mitgliedstaats aus den Verträgen, inklusive seines Stimmrechts im Rat, auszusetzen. Die Auswirkungen der Aussetzungen auf Dritte sind zu berücksichtigen. Die Pflichten des Mitgliedstaats bleiben unberührt.
Bei Änderungen der Voraussetzungen kann der Rat die Sanktionen ebenfalls mit qualifizierter Mehrheit wieder aufheben.

## Praxis
Bisher hat die Europäische Union von der Möglichkeit der Suspendierung von Mitgliedsrechten keinen Gebrauch gemacht.
Im Jahr 2000 reduzierten die Regierungen der EU-Mitgliedsstaaten ihre Kontakte zur österreichischen Bundesregierung Schüssel I auf ein Mindestmaß, nachdem dort die rechtspopulistische FPÖ eine Regierungskoalition mit der ÖVP gebildet hatte. Die Maßnahmen wurden allerdings keineswegs auf Grundlage des Art. 7 EUV getroffen, dessen Voraussetzungen auch gar nicht vorgelegen hätten. Vielmehr handelte es sich um multilaterale, abgestimmte Aktionen der übrigen 14 EU-Staaten, die mit der EU als solcher nichts zu tun hatten („Sanktionen der EU-XIV“). Gleichwohl waren diese Vorgänge ein Mitgrund für die Reform des Suspendierungsrechts durch den Vertrag von Nizza 2001. Insbesondere sah Art. 7 EU-Vertrag in der Fassung des Vertrags von Nizza ausdrücklich vor, dass der Rat „unabhängige Persönlichkeiten ersuchen [kann,] […] einen Bericht […] vorzulegen“, wie dies im Rahmen der Sanktionen der EU-XIV geschah. Diese Bestimmung wurde jedoch durch den Vertrag von Lissabon wieder gestrichen.
Im Jahr 2017 wurde eine mögliche Suspendierung der EU-Mitgliedschaften Polens und Ungarns ins Gespräch gebracht. Dabei wurde auch über ein gemeinsames Verfahren gegen beide Staaten diskutiert.
Noch im Jahr 2017 wurde ein Sanktionsverfahren dann schlussendlich eingeleitet. Die EU-Kommission sah in den Justizreformen der polnischen nationalkonservativen Regierungspartei PiS eine Gefahr für die Rechtsstaatlichkeit der Europäischen Union. Es ist das erste Mal, dass es ein solches Verfahren bisher eingeleitet wurde.
Am 12. September 2018 forderte eine Zwei-Drittel-Mehrheit der Abgeordneten des Europäischen Parlaments den Europäischen Rat auf, ein Rechtsstaatsverfahren gegen Ungarn einzuleiten. Im April 2022 aktivierte die EU-Kommission den Rechtsstaatsmechanismus gegen die Regierung in Budapest. Eine Klage dagegen hatte der Europäische Gerichtshof abgewiesen. Rechtsstaatlichkeit bedeute: Jedwede öffentliche Gewalt müsse „innerhalb des geltenden Rechts im Einklang mit den Werten der Demokratie und der Achtung der EU-Grundrechte unter der Kontrolle unabhängiger und unparteiischer Gerichte“ stehen. Seither werden Gelder gekürzt bzw. Auszahlungen zurückgehalten. Es gebe keinen Grund, das Verfahren einzustellen.